# Tafana
Tafana is een geslacht van spinnen uit de  familie van de Anyphaenidae (buisspinnen).

## Soorten
- Tafana quelchi (Pocock, 1895)
- Tafana riveti Simon, 1903
- Tafana silhavyi (Caporiacco, 1955)
- Tafana straminea (L. Koch, 1866)